# Бавовняне дерево
Бавовняне дерево (Ceiba pentandra) — тропічне дерево родини мальвових.

## Назва
Також відоме під іменами капок та сейба п'ятитичинкова. Слово «капок» також застосовується для назви волокна, що отримується з плодів цього дерева.

## Будова
Дерево виростає заввишки 60 — 70 м, має дуже широкий стовбур з підпорами дошкоподібних коренів. Стовбур і великі гілки густо вкриті дуже великими, колючими шпильками. Листя пальчато-складне, складається з 5 — 9 листочків 20 см завдовжки, що нагадують листя пальми. Квіти великі, білого кольору. Вони розкриваються у посушливу пору року і запилюються кажанами. Дорослі дерева щорічно дають декілька сотень плодів — великих (15 см) коробочок із насінням, що розкриваються. Внутрішні стінки коробочок покриті численними пухнастими жовтуватими блискучими волокнами, що нагадують бавовну, вони є  сумішшю лігніну і целюлози. Коли плід дозріває і розкривається, волоски відриваються від стінки і приклеюються до поверхні насіння, щоб їх далі розносив вітер.

## Поширення та середовище існування
Походить з тропічної Африки та Америки. У природних умовах росте у заростях ліан на родючих ґрунтах у тропічних лісах в Мексиці, Центральній Америці, на островах Вест-Індії, північній частині Південної Америки та у західній Африці.
Дерево широко культивується в південно-східній Азії, особливо на острові Ява, Малайзії, Індонезії, Філіппінах, а також в Південній Америці.

## В культурі
Ceiba pentandra було одним із священних символів міфології Мая.
Бавовняне дерево є одним з національних символів Пуерто-Рико.

## Практичне використання
З рослини видобувають тоненькі рослинні волокна для легкої та меблевої промисловості, що нагадують шовковисту бавовну. Волокно легке, плавуче, еластичне, стійке до води, легко запалюється. Процес збору врожаю і відділення волокна є ручним і трудомістким. Використовують для набивання м'яких меблів, рятувальних жилетів, кіл, м'яких іграшок, а також як звуко- і теплоізоляційний матеріал зокрема для холодильників. Не використовується для пряжі. В наш час[коли?] використання волокна значною мірою замінене штучними матеріалами. Схоже волокно знайдене у іншого дерева Bombax ceiba.
Плоди їстівні. З насіння отримують жирну напіввисихаючу олію, яка заміняє бавовняну. Олію використовують у виробництві мила або як добриво.

## Галерея

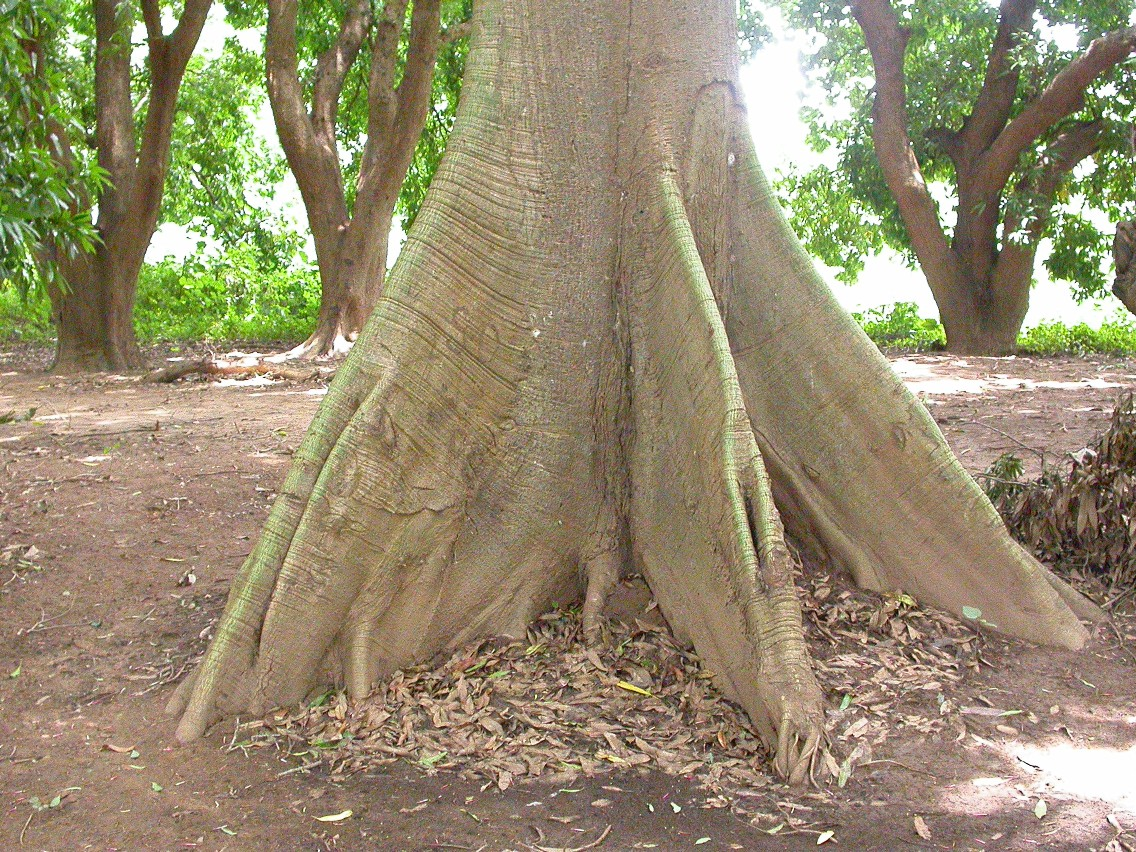
Коріння
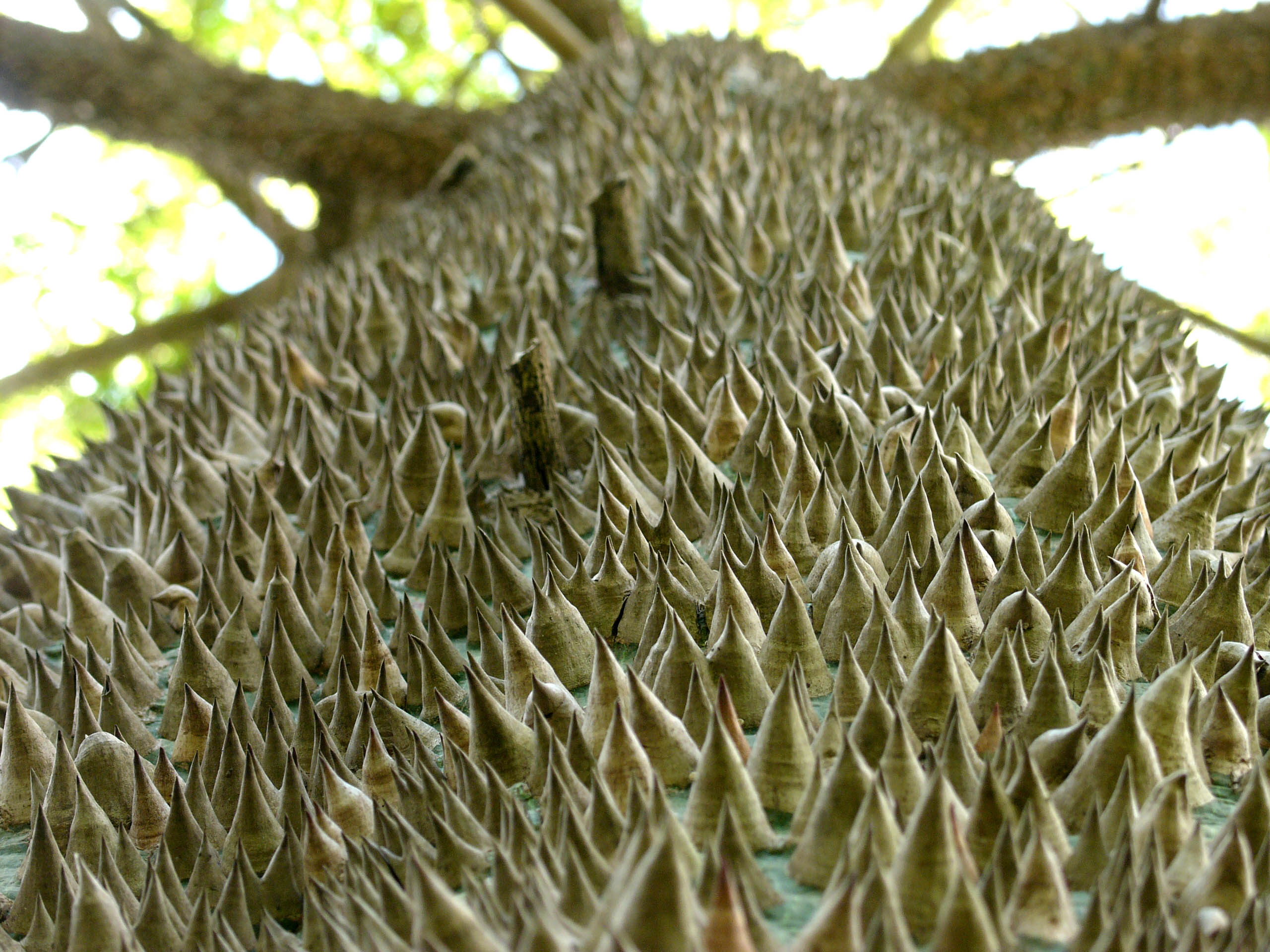
Кора
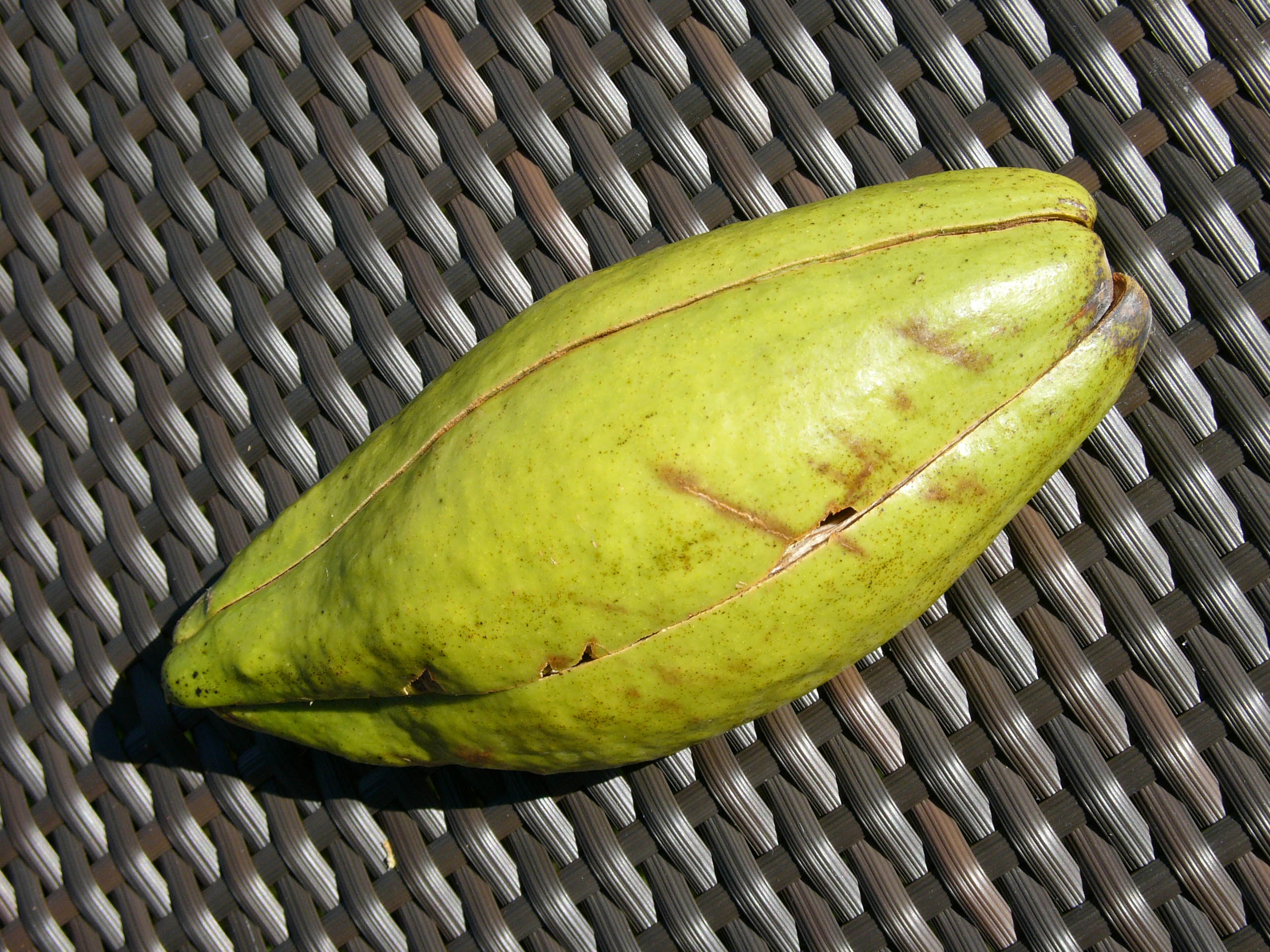
Плід
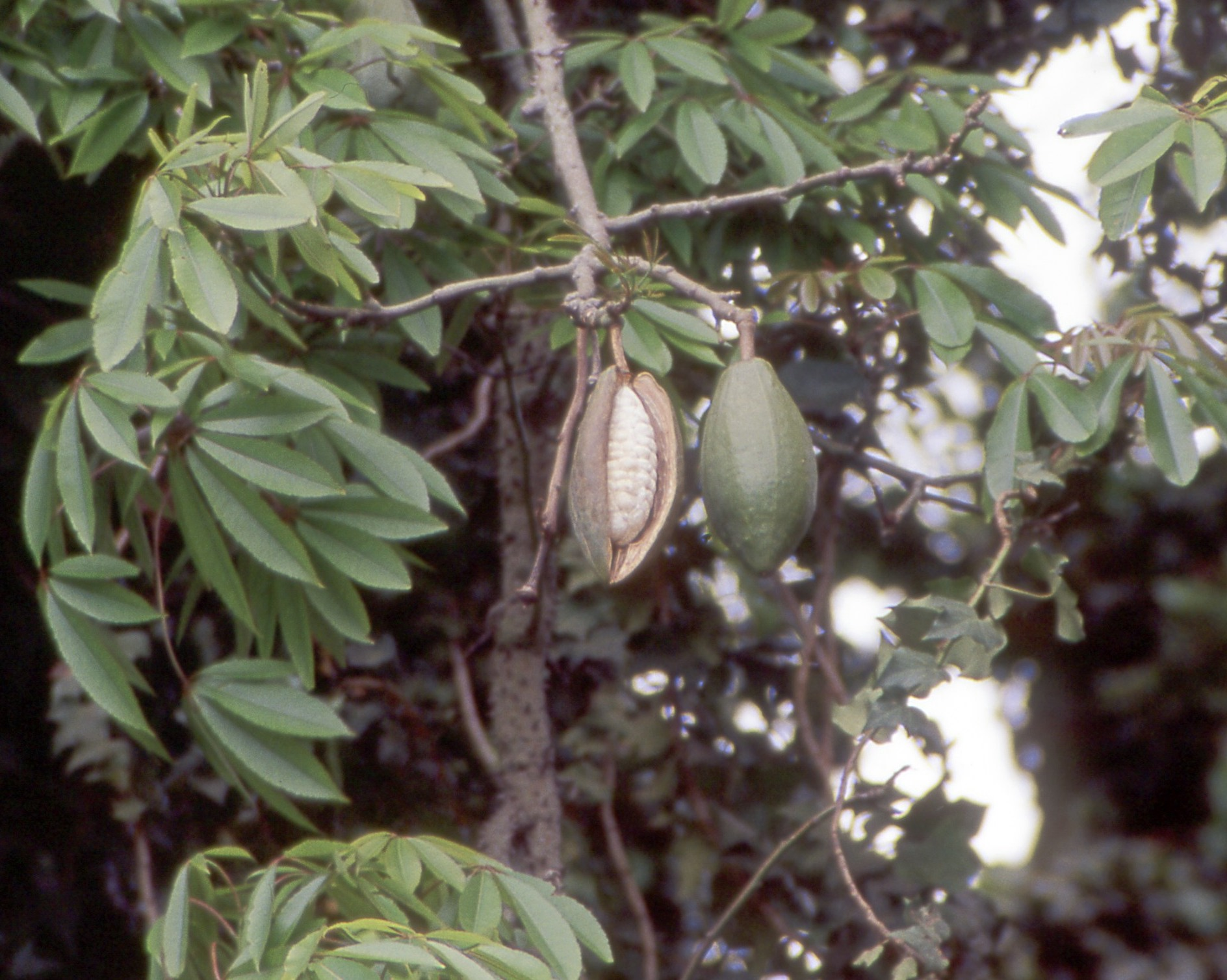
Плоди з волокнами на дереві
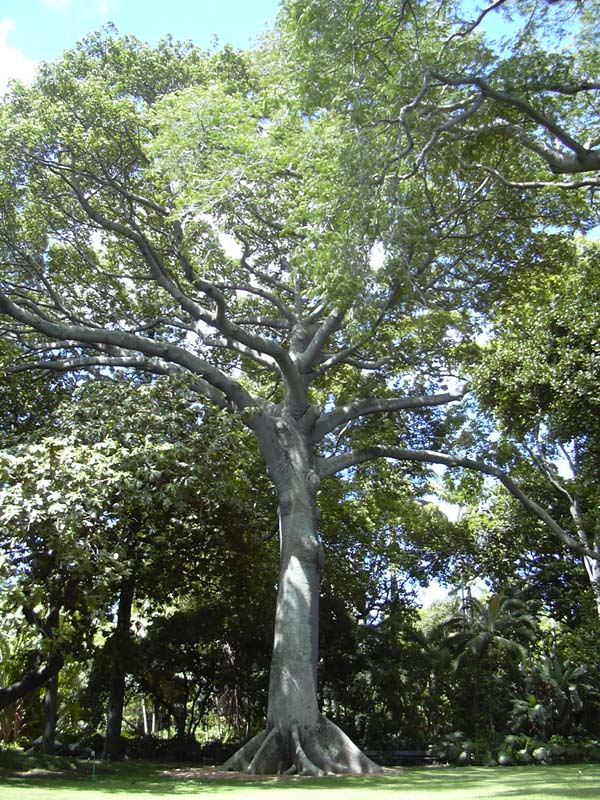
Бавовняне дерево в Гонолулу, Гаваї